# اديلاند كورباس
اديلاند كورباس هو نادي كرة قدم أسترالي تم إنشاؤه في سنة 1972 الميلادية 